# Sistema de distribución de agua de Nanwang
Sistema de división del agua Nanwang (Chino: 南旺分水;  o 南旺水利樞紐; Pinyin: ) es un sistema histórico para la administración del agua en el Gran Canal de China en la provincia  de Shandong, en China. El Sistema de división del agua Nanwang está construido en el área alrededor de Nanwang en el condado Wenshang en la ciudad de Jining debido a que era el punto más alto del histórico canal de agua chino.
El emperador Yongle (r. 1402–1424) cambió la capital de la Dinastía Ming de la ciudad de Nanjing a la ciudad de Beijing lo cual aumentó la necesidad de tráfico de mercancías a lo largo del Gran Canal. El paso a través de la Península de Shandong (Huitong Canal) era un medio de comunicación, posible para ser cruzado, pero presentaba grandes dificultades porque el nivel de agua, a menudo, no era lo suficientemente alto y era necesario el paso a través de compuertas. Por tanto en el año 1411 el emperador Song Li ordenó solucionar el problema con la renovación del sistema de comunicación.
Con ayuda del local experto Bai Ying se diseñó un sistema de división del agua qué incluía docenas de compuertas, y se construyeron las balsas de retención. Cuándo el sistema estuvo completado, se podía ajustar el flujo de agua del canal así que, los transportes se podían realizar de forma segura con este sistema de control.
El Daicun Dique (戴村壩) desvió el agua vía el "Río Menor Wen" a los embalses en Nanwang. A mediados del siglo XV compuertas adicionales fueron construidas en el norte y el sur de Nanwang y los diques fueron construidos alrededor de los embalses. El proyecto completo fue llevado a cabo en varias fases diferentes durante el periodo 1411 a 1505.
Hoy el sistema de división del agua Nanwang es un sitio arqueológico. Las excavaciones empezaron en 2008 cuándo 4,000 metros cuadrados ya estaban excavados.